# Korsnäs
Korsnäs ist eine Gemeinde mit 2024 Einwohnern (Stand 31. Dezember 2022) in der westfinnischen Landschaft Österbotten. Sie war bis Ende 2014 neben Närpes und Larsmo eine der drei Gemeinden auf dem finnischen Festland, in denen ausschließlich Schwedisch Amtssprache war. Am 1. Januar 2015 wurde es auf eigenen Antrag zweisprachig. 88,4 Prozent der Bevölkerung sind Finnlandschweden (Stand 2012). Der finnische Name von Korsnäs, Korsnääsi und Ristitaipale, ist rein historisch und wird offiziell nicht gebraucht.
Korsnäs ist die westlichst gelegene Gemeinde des finnischen Festlandes. Sie liegt rund 50 Kilometer südwestlich der Stadt Vaasa an der Küste des Bottnischen Meerbusens. Einschließlich der vorgelagerten Inseln  und Schären bedeckt sie eine Fläche von 234 Quadratkilometern und hat eine Gesamtküstenlänge von rund 320 Kilometer. Neben dem Kirchdorf Korsnäs umfasst sie die Dörfer Korsbäck, Molpe, Taklax, und Harrström. Die größten Inseln sind Bredskäret, Halsön und Södra Björkön.
Korsnäs, Molpe und Harrström wurden im 15. Jahrhundert erstmals erwähnt. Bis zur kommunalen Selbständigkeit 1887 gehörte Korsnäs zur Gemeinde Närpes.
Die Pfarrkirche von Korsnäs wurde 1831 von Carl Ludwig Engel im neoklassizistischen Stil erbaut.
Bedeutsam war das Erzbergwerk, in dem bis 1970 silberhaltiger Bleiglanz als Hauptmineral abgebaut wurde. Attraktive kristallisierte Mineralstufen von Apophyllit, Harmotom und Calcit machten die Grube berühmt. Neben den genannten Mineralien kamen etwa 20 weitere Mineralarten vor.
Vattenfall bekam im Dezember 2022 den Zuschlag zum Bau eines Offshore-Windparks nahe Korsnäs. Er gilt als Finnlands erster großer Offshore-Windpark.